# Melanchroia fumosa
Melanchroia fumosa är en fjärilsart som beskrevs av Augustus Radcliffe Grote 1867. Melanchroia fumosa ingår i släktet Melanchroia och familjen mätare. Inga underarter finns listade i Catalogue of Life.